# Elżbieta węgierska (zm. po 1189)
Elżbieta (ur. ok. 1144/1145, zm. 12 stycznia po 1189) - królewna węgierska, księżna czeska z dynastii Arpadów.
Była córką Gejzy II, króla Węgier, i jego żony Eufrozyny, córki Mścisława I Haralda, wielkiego księcia kijowskiego.
Po 1157 poślubiła Fryderyka, księcia czeskiego.